# Kopsiopsis
Kopsiopsis é um género botânico pertencente à família Orobanchaceae.

## Sinonímia

### Espécies
- Kopsiopsis hookeri
- Kopsiopsis strobilaceaReferências

1. ↑  «Kopsiopsis — The Plant List». www.theplantlist.org (em inglês). Consultado em 1 de maio de 2018